# John Andersen (atlet)
 Der er flere personer med dette navn, se John Andersen.
John Andersen (født 1951) er en tidligere dansk atlet. Han var medlem af Tønder SF frem til 1971 derefter i AGF.
Andersen vandt sit første af i alt otte danske meterskaber i trespring som 18-årig 1969 og satte dansk rekord i trespring som 20-årig, 24. juni 1971, da han på Århus Stadion tangerede Hans Jørgen Bøtkers rekord på 15,20 . 6. juli 1971 sprang John Andersen 15,37 i for meget medvind i Reykjavik. Hans og Bøtkers danske rekord stod i næsten 10 år, frem til 1981, da Peder Dalby sprang 15,30.

## Internationale ungdomsmesterskaber
- 1970 JEM Trespring 8.plads 15,03w

## Danske mesterskaber
- Guld 1976 Trespring 14,89
- Guld 1975 Trespring 14,77
- Guld 1974 Trespring 14,86
- Sølv 1973 Trespring 14,75
- Guld 1972 Trespring 14,65
- Guld 1971 Trespring 14,76
- Guld 1971 Trespring-inde 14,88
- Guld 1970 Trespring 14,73
- Guld 1969 Trespring 14,41

## Personlig rekord
- Trespring : 15,20 24. juni 1971 Århus Stadion/ 15,37w 6 juli 1971 Reykjavik, Island